# Ahuitzotl
Ahuitzotl (tiếng Nahuatl: āhuitzotl, phát âm Nahuatl: [aːˈwit͡sot͡ɬ]. Là vị vua thứ tám của Đế chế Aztec, Huey Tlatoani của thành phố Tenochtitlan, ông cai trị từ năm 1486 đến khi qua đời vào năm 1502. Ahuitzotl lên nắm quyền vào năm 1486 sau cái chết của anh trai là Tizoc.
Sau khi lên ngôi, ông trấn áp nổi loạn và tập trung vào việc chinh phạt và mở rộng đế quốc cũng như tập trung hóa quyền lực của người Aztec ở Tenochtitlán. Ông đã chinh phục người Mixtec, Zapotec và các dân tộc khác từ Bờ biển Thái Bình Dương của Mexico cho đến phần phía tây của Guatemala, Đế chế Aztec dưới thời ông trải dài từ Đại Tây Dương đến Thái Bình Dương. Ông cũng cho xây dựng lại thành phố Tenochtitlan trên quy mô lớn hơn bao gồm cả việc mở rộng Đại kim tự tháp Huēyi Teōcalli ("ngôi đền lớn") để thờ thần chiến tranh và thần nông nghiệp vào năm 1487.
Trong thời gian trị vì của ông, người Mexica là phe lớn mạnh nhất trong Liên minh Bộ ba Aztec. Dựa trên uy tín của người Mexica trong quá trình mở rộng đế quốc, Hoàng đế đã bắt đầu sử dụng danh hiệu "huehuetlatoani" ("Người có tiếng nói nhất") để phân biệt mình với những người cai trị của Texcoco và Tlacopan. Ông có thể là nhà chỉ huy quân sự vĩ đại nhất được biết đến ở Mesoamerica thời tiền Colombo, người đã tăng gấp đôi diện tích đất dưới sự thống trị của Aztec.

## Tiểu sử
Ngày sinh của ông không được biết chắc chắn, nhưng người ta biết rằng ông trẻ hơn Tízoc. Ông là cháu nội của Hoàng đế Itzcoátl và cháu ngoại của Hoàng đế Moctezuma I. Cha của ông là Tezozomoc. Ông là em trai của Axayácatl và Tízoc, những người tiền nhiệm của ông. Ahuítzotl là cha đẻ của Cuauhtémoc, Tlatoani cuối cùng của Tenochtitlan.